# Arthur Brown (Musiker)

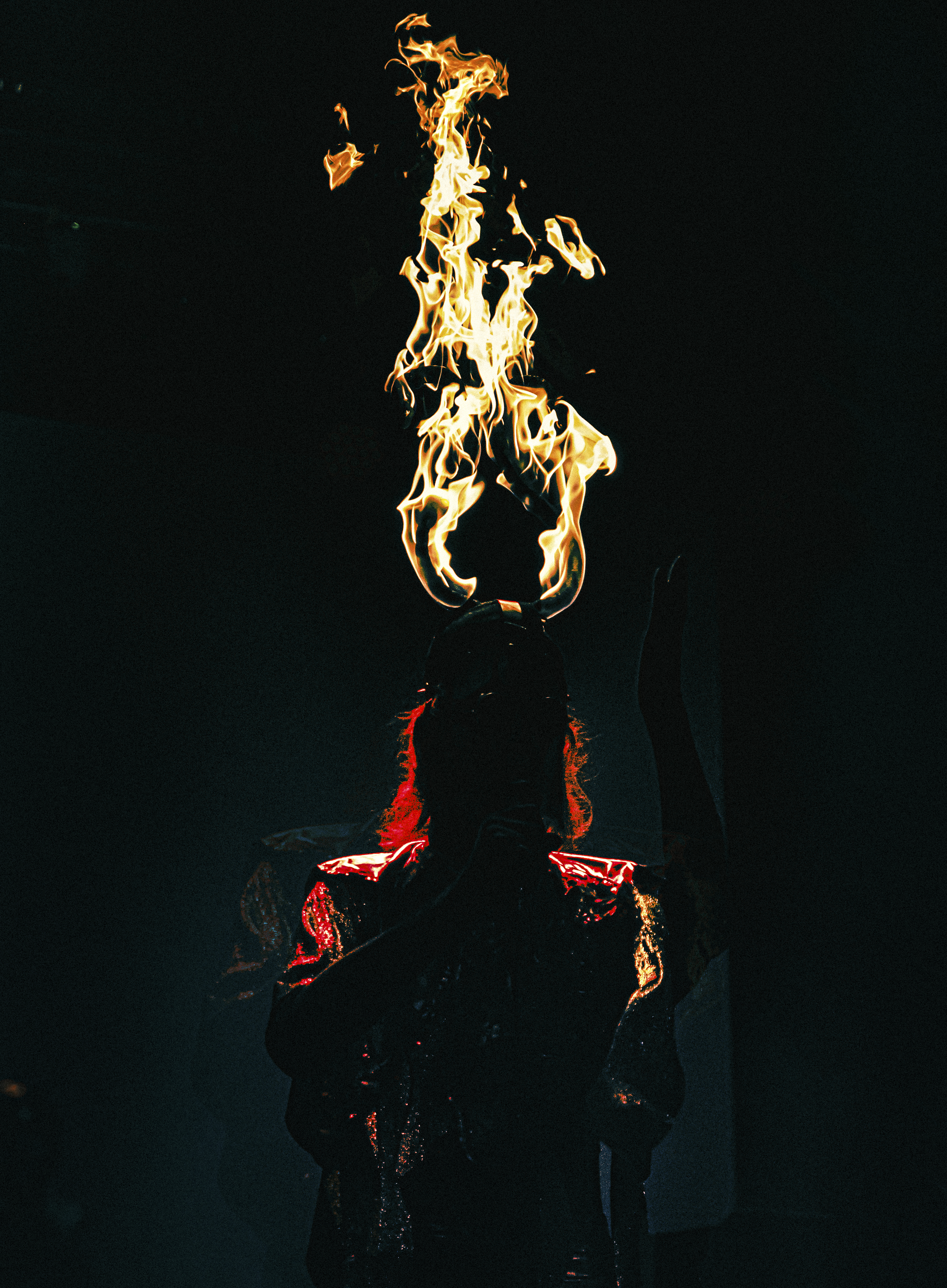
Arthur Brown 2022 während seiner neuen Live-Show. Noch immer kommt der Feuerhelm gelegentlich zum Einsatz.

Arthur Brown (* 24. Juni 1942 in Whitby, England) ist ein britischer Rocksänger. Er verfügt über eine mehrere Oktaven umfassende Stimme.

## Biografie

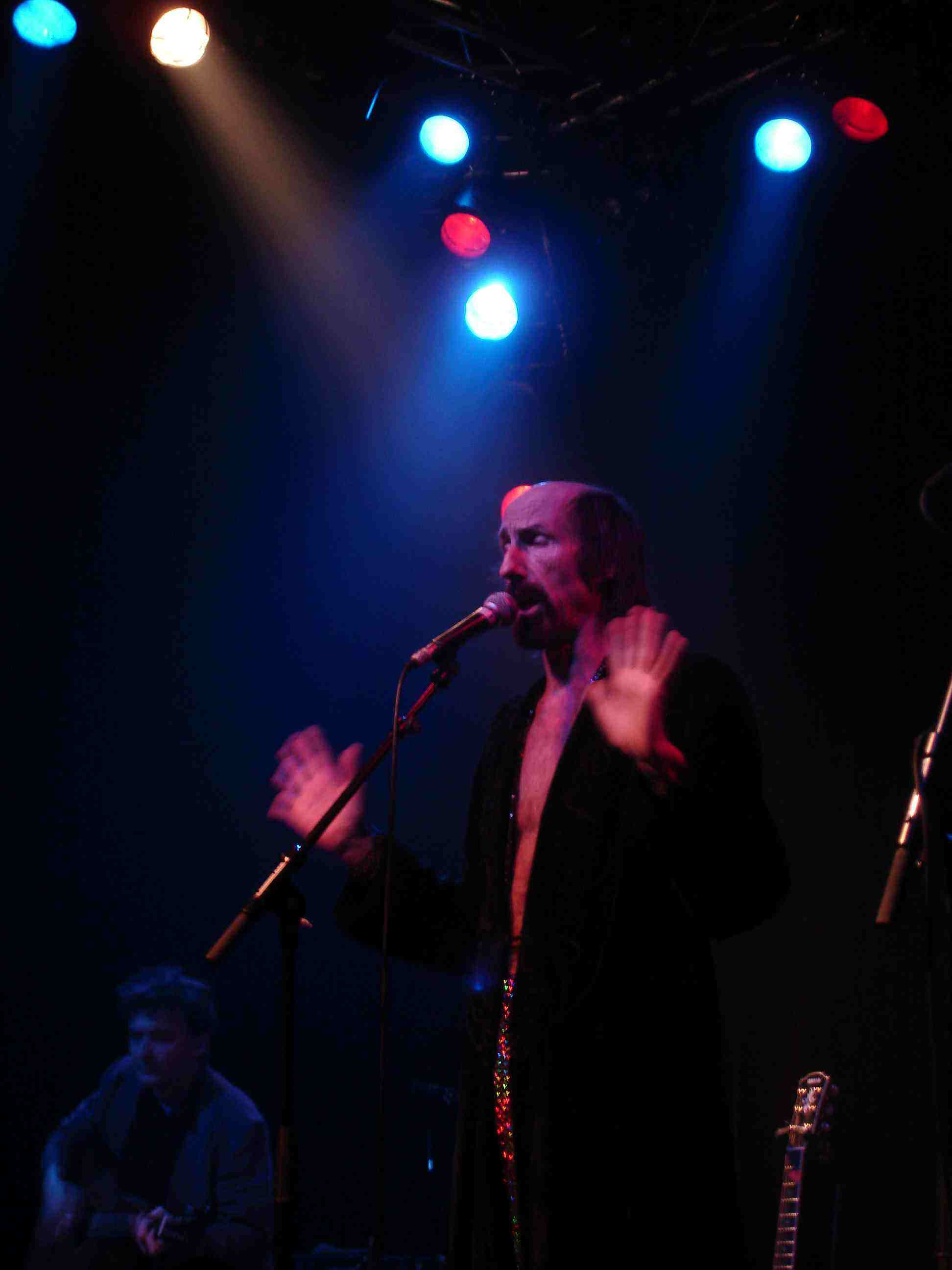
Arthur Brown, 2009

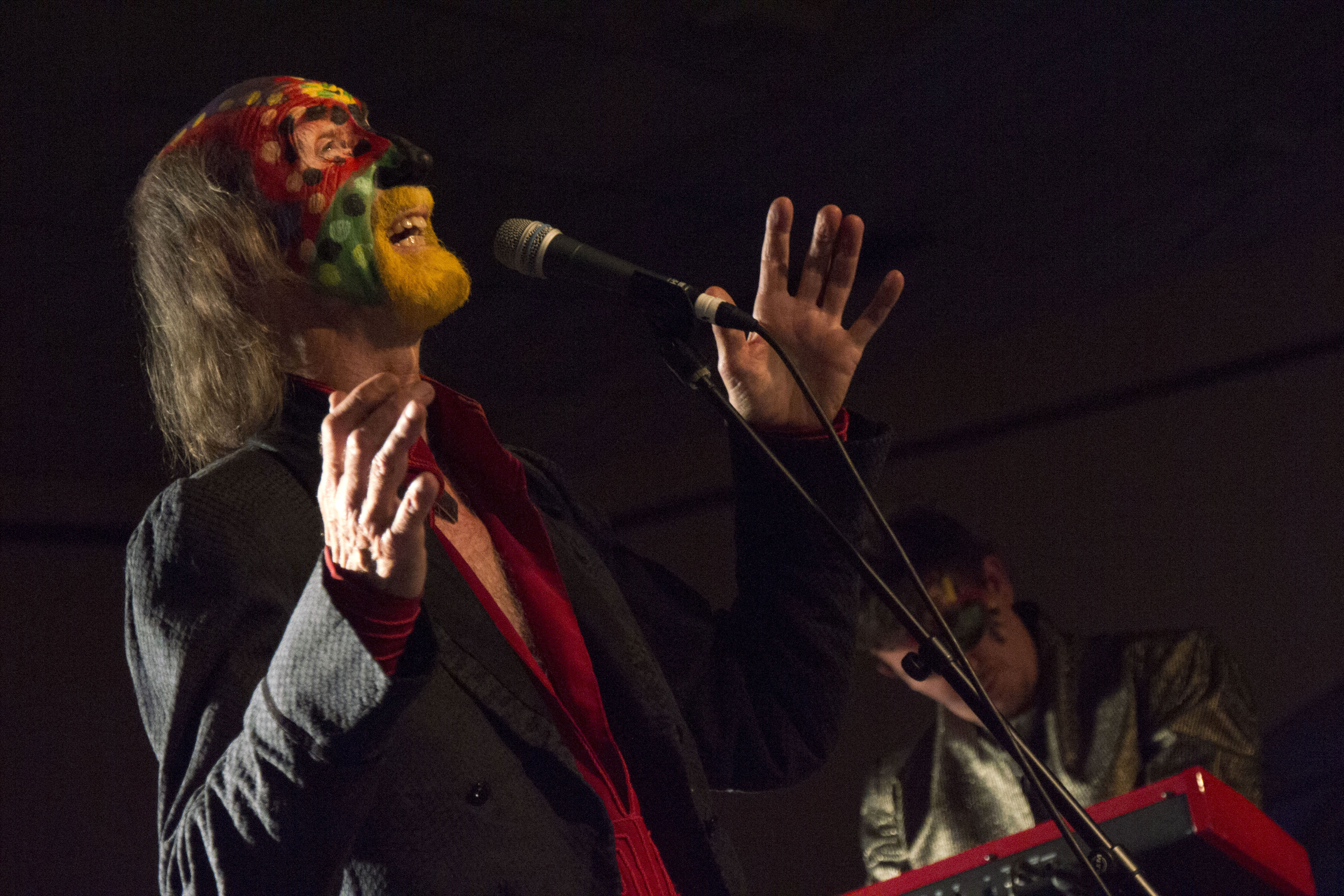
Arthur Brown, 2014

Arthur Brown tauchte Ende der 1960er Jahre auf internationalen Rockbühnen auf. Er machte durch exzentrische Vorführungen auf sich aufmerksam, mit brennenden Helmen und Nacktauftritten. Sein nach seiner damaligen Band benanntes Debütalbum The Crazy World of Arthur Brown war 1968 beiderseits des Atlantiks ein Überraschungserfolg. An der Aufnahme waren Carl Palmer (Schlagzeug, später Emerson, Lake and Palmer), Vincent Crane (Keyboard, später Atomic Rooster) und Pete Townshend (von The Who) als Produzent beteiligt. Die Single Fire wurde ein weltweiter Erfolg.
In den 1970ern brachte Brown drei Alben unter dem Namen Arthur Brown’s Kingdom Come heraus: Galactic Zoo Dossier, Kingdom Come und Journey. Letzteres war möglicherweise das erste Album, auf dem eine Drum Machine zu hören ist.
1974 zog sich Brown vorübergehend aus dem Musikgeschäft zurück, um sich der Meditation zu widmen. Allerdings wirkte er bei der Verfilmung der Rockoper Tommy mit, zusammen mit The Who, Eric Clapton, Tina Turner und Elton John.
Später nahm Brown mehrere Soloalben auf und sang die Hauptstimme des Stücks The Tell Tale Heart auf dem Konzeptalbum Tales of Mystery and Imagination des Alan Parsons Project, das auf Erzählungen von Edgar Allan Poe basierte. 1978/79 nahm er mit Klaus Schulze die Alben Dune und Time Actor (Richard Wahnfried) auf und begleitete ihn auch auf Tour (zu hören auf dem Track Dymagic auf Live).
1994 erlitt Brown während eines Konzerts einen Schlaganfall, von dem er sich nur mühsam erholte. 1997 produzierte er mit der deutschen Band Die Krupps eine Neuaufnahme seines Hits Fire.
Die Kingdom-Come-Alben wurden oft mit der Musik von Hawkwind verglichen. Brown war auch mit den meisten damaligen Mitgliedern von Hawkwind an dem Album Captain Lockheed and the Starfighters von Robert Calvert beteiligt. 2001 und 2002 trat Brown einige Male mit Hawkwind auf, wobei die Band auch Songs von Brown aufführte, unter anderem auch solche der Kingdom-Come-Alben.
Auch tauchte Arthur Brown immer wieder im Umfeld der Pretty Things auf und trat auch häufig mit ihnen auf. Bei der Live-Aufführung der Rockoper S. F. Sorrow der Pretty Things im Jahr 1998 war Brown als Erzähler zu sehen und zu hören.
2011 und 2012 ging er mit Chris Farlowe und der Hamburg Blues Band auf Deutschlandtournee.

## Diskografie (Auswahl)

### Arthur-Brown-Set
- 1966 – The Game Is Over (Soundtrack)

### The Crazy World of Arthur Brown
- 1968 – The Crazy World of Arthur Brown
- 1989 – Strangelands (aufgenommen 1969)
- 1993 – Order from Chaos
- 2000 – Tantric Lover
- 2003 – Vampire Suite
- 2013 – Zim Zam Zim
- 2019 – Gypsy Voodoo

### Arthur Brown’s Kingdom Come
- 1971 – Galactic Zoo Dossier
- 1972 – Kingdom Come
- 1973 – Journey
- 1994 – Jam (aufgenommen 1970)

### Solo
- 1975 – Dance
- 1977 – Chisholm in My Bosom
- 1982 – Requiem
- 1983 – Speak No Tech
- 2002 – The Legboot Album - Arthur Brown on Tour
- 2007 – Voice of Love

### Mit anderen Musikern
- 1976 – Tales of Mystery and Imagination (mit The Alan Parsons Project)
- 1979 – Dune (mit Klaus Schulze)
- 1979 – La Vie Electronique 7 (mit Klaus Schulze) (Wiederveröffentlichung 2010)
- 1979 – Time Actor (mit Richard Wahnfried)
- 1980 – Faster Than the Speed of Light (mit Vincent Crane)
- 1980 – ...Live.... (mit Klaus Schulze)
- 1984 – The Complete Tapes of Atoya (mit Craig Leon)
- 1988 – Brown Black and Blue (mit Jimmy Carl Black)
- 1998 – The Chemical Wedding (mit Bruce Dickinson)
- 2000 – Curly's Airships (mit Judge Smith)
- 2007 – Fifteen Years After (mit All Living Fear)

### Kompilationen
- 1976 – Lost Ears (als Arthur Brown’s Kingdom Come)
- 2003 – Fire – The Story Of